# Erik Friborg
Johan Erik Friborg (Stoccolma, 24 gennaio 1893 – Hounslow, 22 maggio 1968) è stato un ciclista su strada svedese.

## Palmarès

### Olimpiadi
- Oro a Stoccolma 1912 nella corsa a squadre.